# Hypena cognata
Hypena cognata är en fjärilsart som beskrevs av Moore 1885. Hypena cognata ingår i släktet Hypena och familjen nattflyn. Inga underarter finns listade i Catalogue of Life.